# Valle del Almanzora
El Valle del Almanzora es una comarca española situada en la parte noroccidental de la provincia de Almería. Este territorio limita con las comarcas almerienses de Los Vélez al norte, el Levante Almeriense al este, y Los Filabres-Tabernas al sur, así como con la comarca granadina de Baza al oeste.
Está formada por veintisiete municipios, de los cuales el más poblado es Albox, y el más extenso Oria; por el contrario, el municipio con menor número de habitantes es Cóbdar, y el de menor superficie Armuña de Almanzora. Su capital tradicional e histórica es la villa de Albox.
Como el resto de las comarcas almerienses, solamente está reconocida a nivel geográfico pero no a nivel político.
Agrupa dos de los tres ámbitos agrarios en los que se divide el curso del río Almanzora: el Alto Almanzora y el Medio Almanzora. El tercero, conocido como Bajo Almanzora forma parte de la comarca del Levante Almeriense. La principal industria de la comarca es la del mármol de Macael.
La Sierra de los Filabres forma el límite sur del Valle.

## Municipios
La comarca está conformada por los siguientes municipios:
|                     | Municipio           | Superficie   | Población (2023) | Densidad        | Ayto. (2019) | Pedanías |
| ------------------- | ------------------- | ------------ | ---------------- | --------------- | ------------ | --- |
| Albanchez           | Albanchez           | 34,90 km²    | 682 hab.         | 19,54 hab./km²  | Cs           | El Barranco del Infierno, Los Borregos, Los Calesas, La Carrasca, La Fuente del Tío Molina, La Hoya de la Zarza, Los Molinas, Los Morillas, La Palmera, La Piedra de Zahor, La Tía Lucía y Los Utreras |
| Albox               | Albox               | 168,34 km²   | 12311 hab.       | 73,13 hab./km²  | UCIN         | Aljambra, El Cañico, Las Labores, Llano de las Ánimas, Llano del Espino, Llano de los Olleres, Locaiba, La Molata, Las Pocicas, La Rambla, Saliente Alto y Saliente Bajo |
| Alcóntar            | Alcóntar            | 93,83 km²    | 560 hab.         | 5,97 hab./km²   | PP           | Aldeire, Amarguilla, Los Blánquez, Los Domenes, El Hijate, Pilancón y Los Santos |
| Arboleas            | Arboleas            | 66,10 km²    | 4439 hab.        | 67,16 hab./km²  | PSOE         | Los Carrascos, Casablanca, El Chopo, La Cinta, Los Cojos, Los Colorados, La Cueva, Los Garcías, El Germán, Los Gilabertes, Los Higuerales, La Hoya, Los Huevanillas, La Judea, Los Lázaros, Limaria, Los Llanos de Arboleas, Los Menchones, La Perla, El Prado, Los Requenas, El Rincón, El Rulador, San Roque, Las Tahúllas, Los Torres y Venta Mateo |
| Armuña de Almanzora | Armuña de Almanzora | 7,72 km²     | 335 hab.         | 43,39 hab./km²  | PSOE         | |
| Bacares             | Bacares             | 94,45 km²    | 237 hab.         | 2,51 hab./km²   | PSOE         | La Mojonera |
| Bayarque            | Bayarque            | 26,69 km²    | 221 hab.         | 8,28 hab./km²   | PP           | |
| Cantoria            | Cantoria            | 78,89 km²    | 3573 hab.        | 45,29 hab./km²  | PSOE         | Almanzora, El Arroyo Aceituno, El Arroyo Albanchez, El Badil, Barrio Las Zorras, Las Casicas, Los Corellas, El Fas, Gachasmigas, La Hojilla, La Hoya, El Llano, Marchal, Los Molineros, Los Morillas, Los Paletones, Los Pardos y Los Terreros |
| Chercos             | Chercos             | 13,55 km²    | 302 hab.         | 22,29 hab./km²  | PP           | El Cercado, Chercos Nuevo (capital del municipio), Chercos Viejo, Gasparillo, Las Paletas y El Tablar |
| Cóbdar              | Cóbdar              | 31,97 km²    | 202 hab.         | 6,32 hab./km²   | PP           | |
| Fines               | Fines               | 23,06 km²    | 2235 hab.        | 96,92 hab./km²  | PP           | La Cañada de las Cruces, La Cuesta del Pino, Las Entrenas, La Estación, Llano de la Herra, El Olivar y El Palomar |
| Laroya              | Laroya              | 21,70 km²    | 198 hab.         | 9,12 hab./km²   | PP           | El Arroyo Franco y Estella y El Reúl Alto |
| Líjar               | Líjar               | 28,22 km²    | 389 hab.         | 13,78 hab./km²  | PSOE         | Las Huertecicas |
| Lúcar               | Lúcar               | 100,58 km²   | 829 hab.         | 8,24 hab./km²   | Cs           | Balsa de Cela, Cela, Las Clavellinas y Cruce de Cela |
| Macael              | Macael              | 43,77 km²    | 5381 hab.        | 122,94 hab./km² | PP           | El Marchal |
| Olula del Río       | Olula del Río       | 23,50 km²    | 6354 hab.        | 270,38 hab./km² | PP           | Huítar Mayor, Huítar Menor y La Noria |
| Oria                | Oria                | 234,54 km²   | 2233 hab.        | 9,52 hab./km²   | PP           | Los Adrianes, Los Álamos, El Arroyo Medina, El Barranco de Quiles, La Cañada, Capairola, Los Cerricos, Los Chacones, El Chaparral, El Chirral, Los Chulos, El Daimuz, Doña Juana, La Ermita, Los Finos, El Frax, Fuente Jerónimo, La Fuente del Negro, Los Gázquez, Los González, Los Jacintos, Madrid, Los Maguas, Los Malinos, El Marchal, El Margen, El Negro, Ogarite, El Peñón Alto, El Peñón Bajo, La Rambla de Oria, San Miguel, El Villar y La Yegua Baja |
| Partaloa            | Partaloa            | 52,57 km²    | 924 hab.         | 17,58 hab./km²  | ADEPART      | El Cerrogordo, La Piedra Amarilla y El Retamar |
| Purchena            | Purchena            | 56,57 km²    | 1551 hab.        | 27,42 hab./km²  | PSOE         | El Campillo |
| Serón               | Serón               | 166,16 km²   | 2105 hab.        | 12,67 hab./km²  | PSOE         | Angosto de Abajo, Angosto de Arriba, Los Brevas, El Cántaro, Los Claveros, Los Donatos, La Estación, Fuencaliente y Calera, Los Geas, Los Hernández, Las Hilarias, Huélago, Jauca Alta, Manaca, Las Menas, Los Martenses, Los Pérez, El Ramil, Los Raspajos, El Reconco, El Valle, Los Vegas y Los Zoilos |
| Sierro              | Sierro              | 27,62 km²    | 379 hab.         | 13,72 hab./km²  | PSOE         | |
| Somontín            | Somontín            | 16,18 km²    | 521 hab.         | 32,20 hab./km²  | PSOE         | |
| Suflí               | Suflí               | 10,08 km²    | 229 hab.         | 22,72 hab./km²  | PP           | |
| Taberno             | Taberno             | 44,03 km²    | 958 hab.         | 21,76 hab./km²  | PP           | El Aceituno, Los Carrillos, Los Llanos, Los Pardos, Rambla de Taberno, Santopétar y Los Teones |
| Tíjola              | Tíjola              | 67,34 km²    | 3518 hab.        | 52,24 hab./km²  | Cs           | Cela-Estación, Dalí, La Estación, Higueral, Los Manolones, La Molina, Los Porteros y Pozo del Lobo |
| Urrácal             | Urrácal             | 25,45 km²    | 378 hab.         | 14,85 hab./km²  | PP           | Agua Amarga |
| Zurgena             | Zurgena             | 71,63 km²    | 2972 hab.        | 41,49 hab./km²  | PSOE         | La Alfoquía, Almajalejo, Los Carasoles, El Cucador, Los Llanos, Los Menchones y El Palacés |
|                     | TOTAL               | 1.629,44 km² | 54 214 hab.      | 33,15 hab./km²  |              | |